# 스트릿 우먼 파이터2
《스트릿 우먼 파이터2》(Street Woman Fighter2)는 2023년 8월 22일부터 2023년 10월 31일까지 엠넷에서 방송된 여성 댄서 크루 서바이벌 프로그램이다.

## 진행자
- 강다니엘

## 파이트저지
- 셔누 (몬스타엑스)
- 모니카

## 스페셜 심사위원
- 배윤정
- 마이크 송
- 리에 하타
- 아이키
- 트릭스
- 허니제이

## 참가자
| 팀별                      | 멤버 이름                                          | 비고 |
| ------------------------- | -------------------------------------------------- | ---- |
| JAM REPUBLIC(잼 리퍼블릭) | 커스틴, 링, 라트리스, 엠마, 오드리                 |      |
| BEBE(베베)                | 바다, 러셔, 태터, 키마, 민아, 채채, 소원,          |      |
| 1MILLION(원밀리언)        | 리아킴, 에이미, 도희, 데비, 레디, 하리무           |      |
| TSUBAKILL(츠바킬)         | 아카넨, 사야카, 미키, 모모, 유메리, 레나           |      |
| LADYBOUNCE(레이디바운스)  | 놉, 베씨, 비기, 나로, 카프리                       |      |
| Deep N DAP(딥앤댑)        | 미나명, 다우니, 쏠, 락커지, 미니팍, 제이제이, 구슬 |      |
| MANNEQUEEN(마네퀸)        | 평키와이, 벅키, 왁씨, 레드릭, 윤지, 쎄라           |      |
| Wolf'Lo(울플러)           | 할로, 베이비슬릭, 초콜, 미니, 예니초, 해치왱       |      |

## 수상 목록
- 2023년 엠넷 아시안 뮤직 어워즈 비비고 컬쳐 앤 스타일상 (스트릿 우먼 파이터2)
- 2024년 대한민국 퍼스트브랜드 대상 서바이벌프로그램 부문 수상

## 편성 변경 및 결방
- 2023년 9월 19일 : 미방송 분량, 스페셜 방송으로 대체.[2]

## 같이 보기
- 안무가
- 걸 그룹
- 퀸덤
- 스트릿 댄스 걸스 파이터
- 스트릿 맨 파이터